# Coro dell'Accademia Musicale di San Giorgio
Il Coro dell'Accademia Musicale di San Giorgio nasce nel 2004 per iniziativa del maestro Sandro Filippi e di un gruppo di cantori dotati di un ricco bagaglio di esperienze musicali. Dal 2009 al 2015 la direzione è stata affidata al maestro Matteo Valbusa, sostituito da settembre 2015 a gennaio 2016 dal maestro Mario Lanaro, divenuto poi direttore artistico. Dal 2016 al 2020 il coro è stato diretto da Marco Simeoni.
Il coro ha la sua sede presso le sale della chiesa di San Giorgio in Braida di Verona, vicino al celebre Ponte Pietra.

## Storia
Il coro da camera dell'Accademia Musicale San Giorgio di Verona nasce nel giugno del 2004, come unione di vocalisti dotati di un ricco bagaglio di esperienze corali e talvolta anche solistiche. L'intenzione che accomuna questi musicisti è di approfondire lo studio di un repertorio diverso da quello operistico, tradizionalmente già molto rappresentato nella città di Verona. Superati i primi mesi e assestato l'organico, il gruppo si è costituito ufficialmente come Accademia Musicale nel novembre del 2005.

## Repertorio
Il repertorio affrontato è molto vasto e comprende composizioni per coro a cappella o con strumenti, spaziando dalla polifonia rinascimentale alla musica contemporanea: in particolare, fanno parte del repertorio del coro la Missa brevis di G. P. da Palestrina, la Cantata BWV 4 Christ lag in Todesbanden di J. S. Bach, la Missa brevis in Re maggiore KV 194 e il Dixit Dominus e Magnificat K193 di W. A. Mozart. Inoltre, il coro ha inciso per Tactus La Passione di Gesù Christo di A. L. Luchesi.
Oltre ad un vastissimo repertorio di musica sacra a cappella e con accompagnamento d'organo, il gruppo ha in repertorio un progetto sui lieder corali del Romanticismo tedesco, da Schubert a Wolf, ed esegue l'originale raccolta di elaborazioni di canti alpini per coro misto e quartetto d'archi di M. Zuccante.

## Tournée
Il coro ha preso parte nel 2004 all'apertura del Festival “Antonio Vivaldi” di Venezia e, nell'anno successivo, alla XI edizione del “Festival
Lodoviciano” di Viadana, dove ha presentato in prima esecuzione moderna musiche di Andrea Luca Luchesi
e Francesco Bianchi.
Nel dicembre del 2004 ha invece partecipato alle celebrazioni per il cinquecentesimo anno della Basilica di San Giorgio in Braida di Verona, in cui ha proposto in prima esecuzione musiche di Mauro Zuccante. 
Il coro è intervenuto in svariate rassegne. A Smarano (Trento), nel febbraio del 2005, ha tenuto un concerto presso l'Associazione Culturale “C. Eccher”. Nel marzo dell'anno seguente ha preso parte ai "Concerti della domenica" organizzati dall'Accademia Filarmonica di Trento. Nel giugno del 2005 e del 2006 si è esibito nell'ambito dei “Concerti in chiostro” presso la Basilica di San Giorgio in Braida a Verona; in entrambe le occasioni ha presentato un programma dedicato al Chor Lieder tedesco e alla Chanson francese, con musiche di Franz Schubert, Johannes Brahms, Hugo Wolf e Gabriel Fauré.
Il coro ha inoltre ottenuto prestigiosi riconoscimenti a concorsi Nazionali (Vittorio Veneto 2006) e Regionali.

## Discografia
Andrea Luca Luchesi: "La Passione di Gesù Christo" - Coro dell'Accademia Musicale San Giorgio (dir. Sandro Filippi) e Orchestra Barocca di Cremona (dir. Giovanni Battista Columbro), Ed. Tactus